# Gelsemium sempervirens
Espèce
Classification APG III (2009)
Gelsemium sempervirens est une espèce de plantes de la famille des Gelsemiaceae.
Ses racines contiennent un alcaloïde nommé gelsémine (C12H14N2O2), c'est un paralytique puissant, agoniste des récepteurs de la glycine, pouvant, selon certaines études, agir comme dépresseur du système respiratoire. Elle est considérée comme toxique et ne doit pas être consommée. Des enfants ont été empoisonnés par cette plante, elle peut également être toxique pour les abeilles et est considérée comme létale pour le bétail. De nombreux cas de suicide par ingestion de cette plante ont été rapportés en Asie. Il n'existe pas d'antidote connu.
La romancière Agatha Christie en a fait l'un des poisons utilisés dans son roman Les Quatre (1927).
En homéopathie, la plante est utilisée pour une préparation du même nom. Elle n'est pas utilisée en médecine moderne du fait de sa toxicité, mais des recherches existent pour l'utiliser comme anti-douleur.